# Jan Kolář (sochař)
Jan Kolář (12. května 1920, Bechyně – 12. května 1998, Praha) byl český sochař.

## Život
Narodil se v Bechyni v rodině listonoše Jana Koláře. Měl dva sourozence, bratra Miroslava (který byl také akademickým sochařem a restaurátorem) a sestru Marii. Po ukončení bechyňské obecné a měšťanské školy studoval na tříleté Státní odborné škole keramické v Bechyni, kde absolvoval v roce 1938. Pokračoval na Vysoké škole uměleckoprůmyslové v Praze v ateliéru prof. Karla Dvořáka. Po uzavření českých vysokých škol byl totálně nasazen v Německu, odkud se pokusil dostat zpět do Prahy ke své ženě, ale byl dopaden policií a vězněn v Ruzyni.
Po válce školu dostudoval a absolvoval v r. 1946 u profesora Dvořáka. Stal se členem Jednoty výtvarných umělců, která měla svůj pavilon v Praze na Příkopech.
Po absolutoriu se věnoval hlavně portrétům významných osobností, z nichž nejznámější je portrét Jindřicha Plachty, který je umístěn ve foyeru Vinohradského divadla v Praze nebo portrét hudebního skladatele Evžena Illína, který byl též bechyňským rodákem. Vytvořil i oficiální portrét Jana Masaryka.